# Propionibacterium freudenreichii
Propionibacterium freudenreichii ist die Typspezies für die Gattung Propionibacterium. Es handelt sich um grampositive, unbewegliche Bakterien, die keine Sporen bilden. Sie werden zur Produktion von Vitamin B12 und in der Molkereiwirtschaft als Starterkultur eingesetzt. Propionibacterium freudenreichii ist Hauptbestandteil der Sekundärflora von Emmentaler Käse und für dessen charakteristische Aromen verantwortlich. Im Zuge der Propionsäuregärung kommt es auch zur Lochbildung. Man unterscheidet die Subspezies Propionibacterium freudenreichii subsp. freudenreichii und Propionibacterium freudenreichii subsp. shermanii (früher Propionibacterium shermanii). Propionibacterium freudenreichii subsp. freudenreichii hat die Fähigkeit zur Nitratreduktion, kann jedoch keine Lactose fermentieren. Es besitzt ein Genom von 2,6 MBp.